# 四川汽车制造厂
四川汽车制造厂（简称“川汽”）为中国重庆市双桥区（今大足区雙橋經開區）的一家重型汽车制造厂。2007年迄今为上汽依维柯红岩公司。

## 建立
1959年中国通过摩洛哥进口了一批贝利埃重型汽车。1963年12月13日到1964年2月29日，周恩来总理率团包租荷兰航空飞机，55天访问亚非欧十四国。在访问摩洛哥时，参观了法国贝利埃公司在当地设置的卡车装配厂。1964年中国与法国正式建交。1964年4月四川省决定利用下马停建的宜宾高压电器厂的厂房，建设宜宾汽车制造厂。一机部汽车工业局副总工程师胡亮为首的中国代表团访法后，1964年5月27日提交了《呈报与法国贝利埃汽车公司谈判情况的报告》。一机部协同总后勤部车船研究所对贝利埃提供的汽车资料展开研究；一机部汽车工业局派出数个工作组奔赴全国调查贝利埃汽车使用情况。1964年8月一机部上报了《引进法国贝利埃GBU15、GLM、T25、TCO等四个车型技术的意见》。1964年10月国务院批准(64)国计字502号文，组建四川汽车制造厂，接收贝利埃汽车技术，年设计生产能力为GBU15 6吨越野车400辆、T25 （4×2 25吨重型矿用）自卸卡车50辆、GLM民用型12吨级载重汽车200辆、TCO大型50吨鞍式牵引车400辆。1965年1月开始，中法就引进贝利埃重型汽车技术展开了多轮谈判。1965年3月，一机部指令长春汽车研究所援建重庆重型汽车研究所，在法国技术资料交付前，先行对国内的贝利埃GBU15样车进行零部件测绘和制造工艺设计。1965年4月，一机部指令济南汽车制造厂派出技术骨干会同宜宾重型汽车制造厂做技术引进“落户”前的准备工作和建厂。1965年6月3日签订了《中国汽车工业总公司和法国贝利埃汽车公司就四款贝利埃重型汽车技术专利转让合同》，四个基本车型和相配套的三种发动机，金额850万美元；贝利埃汽车公司出面帮助从西欧六国引进生产线所需机床设备78台，共计610万美元。
1965年2月，为统一领导重庆重型汽车基地建设，一机部批准组建中国汽车工业公司重庆分公司，党委书记马烈，辖川汽、改建扩建配套的綦江汽车配件厂（即綦江齿轮厂）、重庆汽车配件厂、重庆红岩汽车弹簧厂、重庆油泵油嘴厂、重庆汽车发动机厂（配套生产源自法国NCL140型号的6140型柴油机）、贵州汽车厂，总投资1.8亿元，形成了完整的重型汽车生产、科研基地。1965年7月，宜宾汽车制造厂厂址改在大足县邮亭区高家店（成渝铁路邮亭铺站），厂名定为四川汽车制造厂。为一机部三线建设大型骨干企业。由一机部长春工厂设计处设计。8月20日一机部部长段君毅现场视察认为不符合三线建设原则，最后确定厂址为大足县邮亭区双路人民公社龙星大队彭家院子巴岳山麓。1965年10月1日建厂奠基，正式开工。从第一汽车制造厂、南京汽车制造厂、北京汽车制造厂、济南汽车制造厂、杭州发动机厂、武汉锅炉厂内迁技术骨干1020人，以及解放军复转军人、大中专毕业生，共计2000多人。设计年产重型越野车1050辆。总投资8924万元。1966年1月，川汽与中国汽车工业公司重庆分公司合并为四川汽车制造总厂，川汽内部生产单位改称湖滨汽车总装厂、湖滨底盘厂、湖滨工具机修厂、湖滨铸钢厂。
1966年，一机部安排綦江齿轮厂试制CQ290型首批样车。1966年6月15日，引进GBU15车型（即贝利埃摩洛哥工厂生产的GCH车型）的第一辆8吨级6×6军用重型越野车“红岩CQ260”在綦江齿轮厂试制成功，为重型牵引车，越野能力和涉水通过性强。当年底2台样车在部队完成两万公里行驶试验，不能满足炮兵战术使用要求。红岩CQ260于1968年初改型为CQ261生产出第一批样车，为6×6，载重10吨，牵引6吨。CQ261经持续改进后1970年7月试制出第二批样车，1971年7月小批量生产。1984年10月，作为海军导弹牵引车参加了国庆35周年大阅兵。

## 下放四川省
汽车制造厂1968年基本建成投产。1971年2月由一机部下放给四川省，党政关系由重庆市领导，生活供应、社会治安由江津专区大足县管理。1972年8月，四川省行文，撤销重庆分公司，改称大足汽车制造总厂。1975年6月5日，四川省革委会决定，大足汽车制造总厂更名为大足汽车制造厂，简称“大汽厂”。1977年3月26日重庆市委决定组建6厂1所参加的四川重型汽车制造公司，归口重庆市委工交部领导。1978年设计产能调整为800辆。1979年年产汽车500辆。1980年8月8日一机部批准恢复四川汽车制造厂厂名。

## 加入重汽集团
1981年1月，国家为彻底改变汽车工业“缺重”局面，解决重型汽车工业低水平发展状况，打破地区和部门界限,按照专业化协作和经济合理的原则，筹组重汽联营。1983年3月29日在济南市组建了重型汽车工业联营公司，为中央直属企业。公司党组书记、董事长方劼。重型汽车工业联营公司辖直属单位八厂一所，即：
- 济南汽车制造总厂
- 四川汽车制造厂
- 綦江齿轮厂
- 重庆汽车发动机厂
- 重庆汽车配件制造厂
- 重庆红岩汽车弹簧厂
- 重庆油泵油嘴厂
- 杭州汽车发动机厂
- 重庆重型汽车研究所

经批准第一批参加联营公司的有陕西汽车制造厂、陕西汽车齿轮厂、合肥淝河汽车制造厂、青岛汽车制配厂、株州汽车齿轮厂。还有潍坊柴油机厂。重型汽车工业联营公司从奥地利斯太尔公司全套引进斯太尔91系列重型汽车整车制造技术，总投资11.58亿元。
1983年8月，参照曼3320卡车技术，仿制18吨级“红岩CQ 30290”公路载重汽车。1985年4月，采用斯太尔技术的“红岩CQ19210”第二代军用重型载重汽车下线，载重10.5吨，最大功率210马力。 1985年末，四川重型汽车制造公司有职工1.69万人，总产值2.58亿元，利润4000万元。其中四川汽车制造厂职工4868人，年产655辆，散件组织斯太尔160辆，总产值1.15亿元，利润1300万元。1966年至1985年四川汽车制造厂累计生产4471辆，总产值6.57亿元，利润3776万元，4个系列16种基础型号。
1986年12月20日，以川汽主导，成立“红岩重型专用汽车工业联营公司”。
1990年，经国务院批准，以重型汽车工业联营公司为主，联合其他经营实体，组建中国重型汽车集团公司（重汽集团）。
1994年6月，川汽发起组建四川红岩汽车股份有限公司。1994年12月红岩汽车股份有限公司暂停运转。1997年1月红岩汽车股份有限公司解散。

## 改制与关停
2000年7月国务院第74次常务会议决定解散中国重型汽车集团公司，一分为三下放给山东省、陕西省、重庆市。2000年12月28日重汽集团在渝企业，以四川汽车制造厂改制为母公司，以綦江齿轮厂、重庆康明斯发动机有限公司（中方股权）、重庆卡福汽车零部件有限责任公司、重庆红岩汽车弹簧有限责任公司、重庆红岩专用汽车制造厂等九个企业为子公司组建的具有母子公司体制的大型企业集团重庆重型汽车集团有限责任公司。2004年红岩销量首次突破1.8万辆。2005年重组改制为重庆机电控股(集团)公司所属重汽板块。2007年与上汽集团、依维柯公司三方合资成立上汽依维柯红岩公司。 
至2011年双桥基地总装线彻底关停时，四十五年累计生产了221916辆红岩汽车。双桥基地成为零部件主要的生产基地，产品为红岩车桥、ZF转向器。整车生产改在重庆市两江新区要地的渝北基地。